# Lea Joy Friedel
Lea Joy Friedel (* 1993 in Fürth) ist eine deutsche Autorin, Journalistin und Marketing-Managerin. Ihr Buch Too much! Was es kostet, eine Frau zu sein erschien 2024 im Leykam Verlag.

## Leben
Lea Joy Friedel wuchs in Nürnberg auf und zog mit 17 Jahren nach Berlin. 2011 trat sie der Partei Die PARTEI bei. Sie studierte Musikpädagogik in Potsdam. Im Alter von 26 Jahren zog sie nach Athen, wo sie heute mit ihrem Ehemann und zwei Kindern lebt.

## Politisches Engagement
Zwischen 2011 und 2019 war Friedel als politische Aktivistin für Die PARTEI tätig. Sie kandidierte für die Bundestagswahl 2013, die Europawahl 2014, die Berliner Abgeordnetenhauswahl 2016 sowie die Bundestagswahl 2017. Ihr Wahlwerbespot zur Bundestagswahl 2017 erlangte große Aufmerksamkeit und ging viral.

## Bücher
- Too much! Was es kostet, eine Frau zu sein. Leykam Verlag, Graz 2024, ISBN 978-3-7011-8349-4.